# Штатол

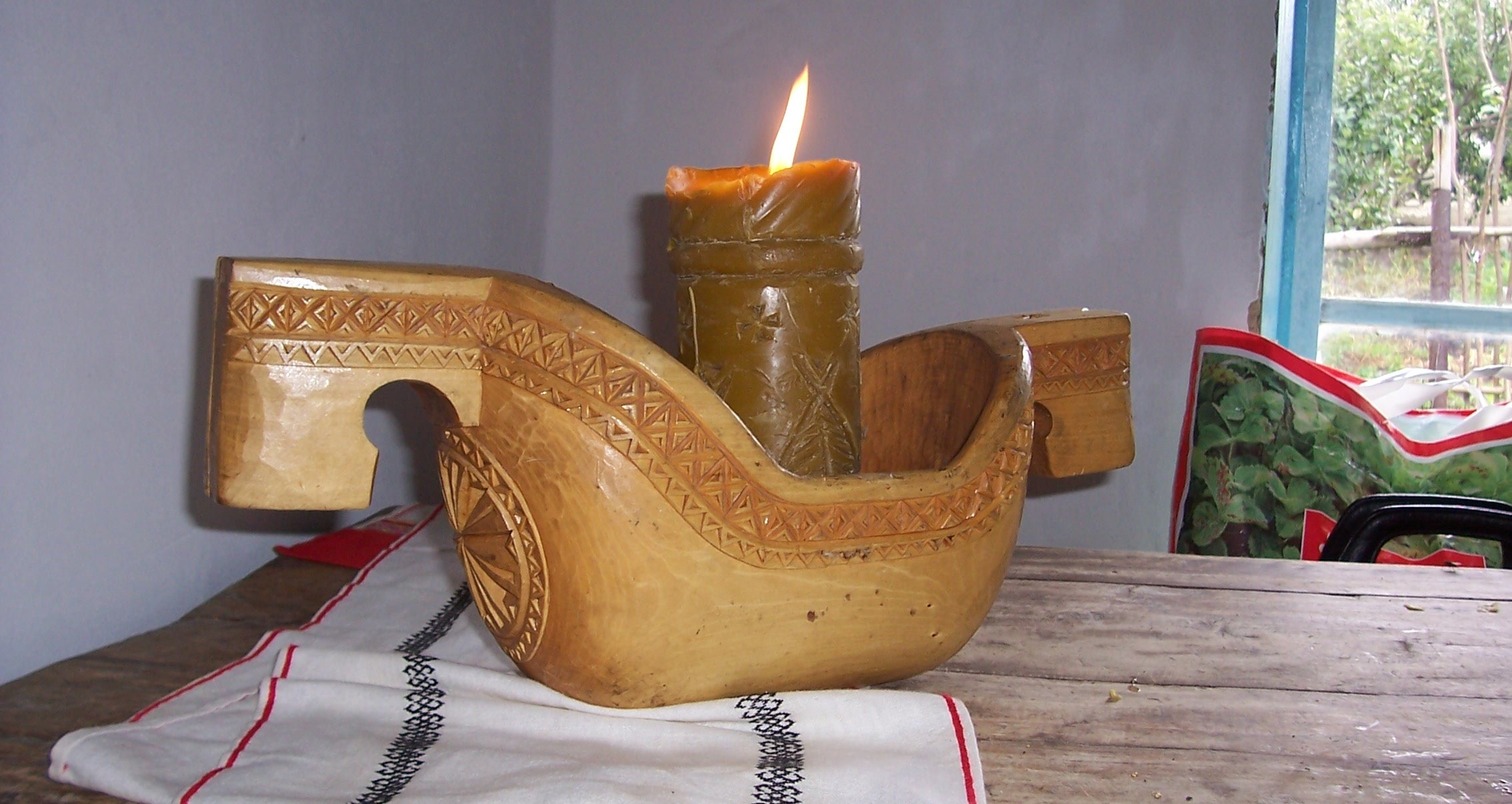
Штатол з експозиції етнографічного ерзянського музею «Йовлань Олонь Этно-Кудо», Підлісна Тавла (Вирь Тавла) Кочкуровського району Мордовії.

Штатол або ерзянський штатол (ерз. štatol, ěrzäń štatol) — воскова свіча у дерев'яному посуді, елемент ритуального начиння ерзян, що використовується у релігійних обрядах інешкіпазії.

## Етимологія
Штатол — ерзянське слово, утворене від šta — віск та tol — вогонь. В іншомовних джерелах (не ерзянських) вперше згадується у тлумачному словнику Даля.

## Символізм і використання

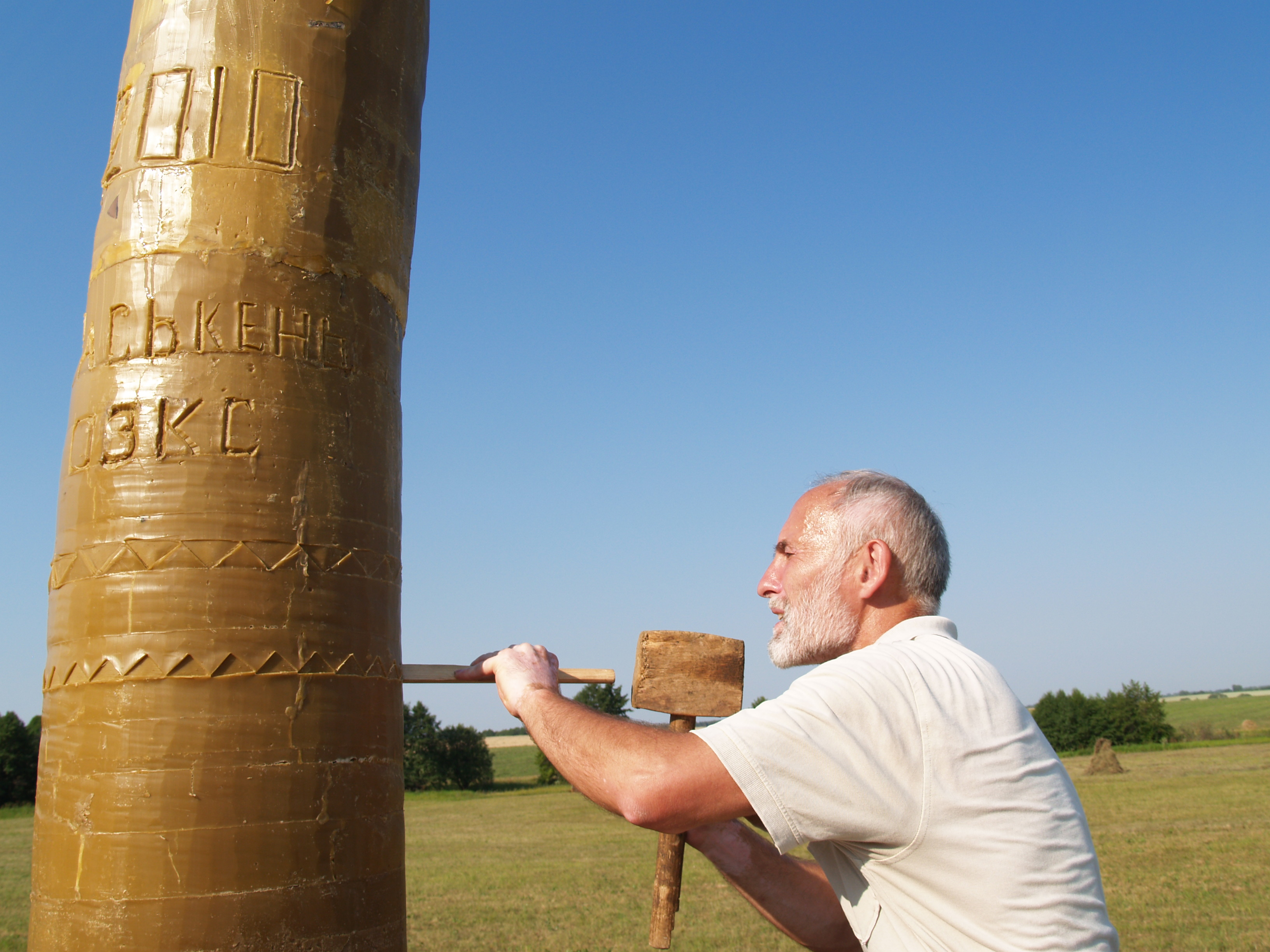
Виготовлення святкового штатолу для Раськень Озкс, 2010 р.

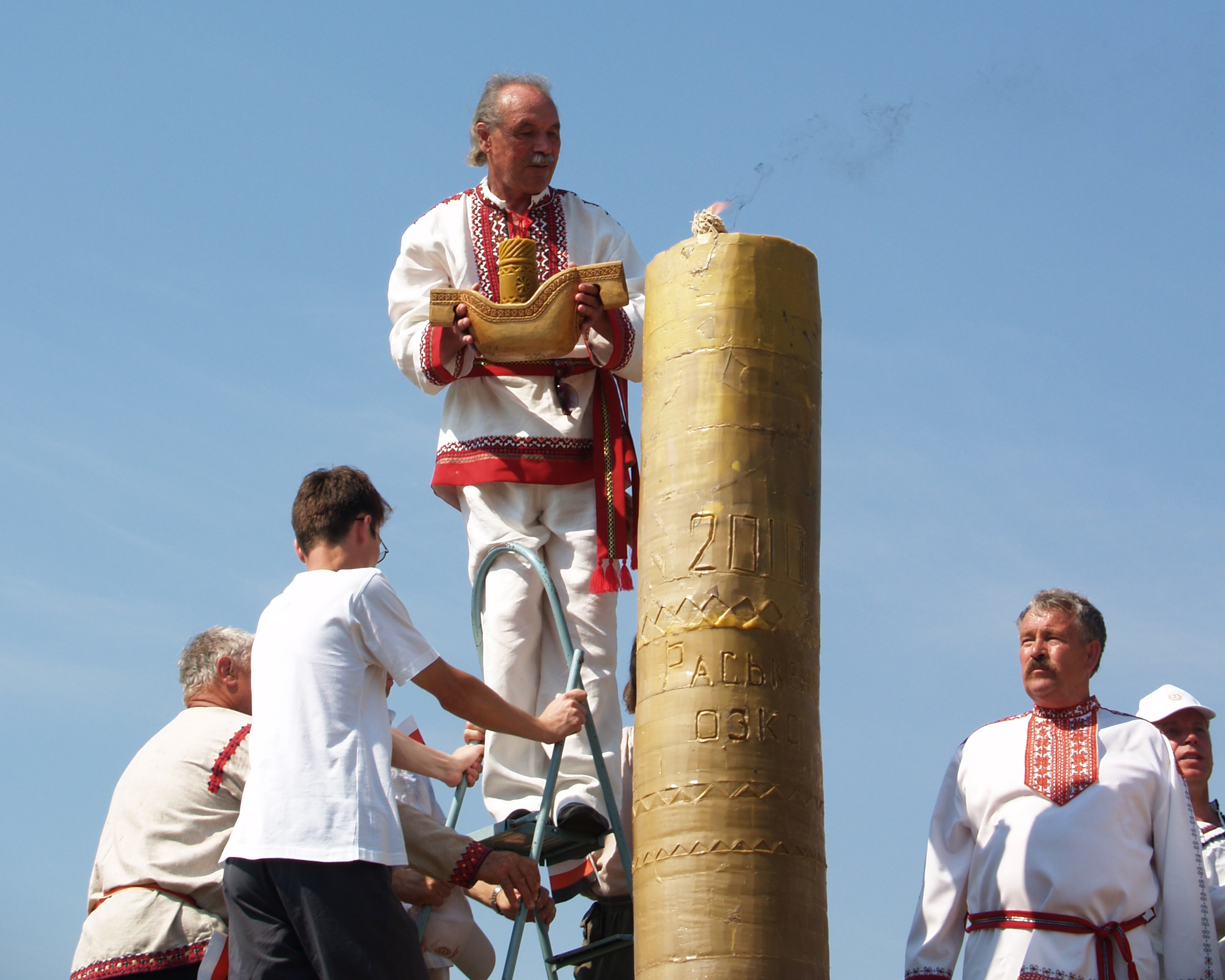
Урочисте запалення громадського штатолу під час Раськень Озкс, 2010 р.

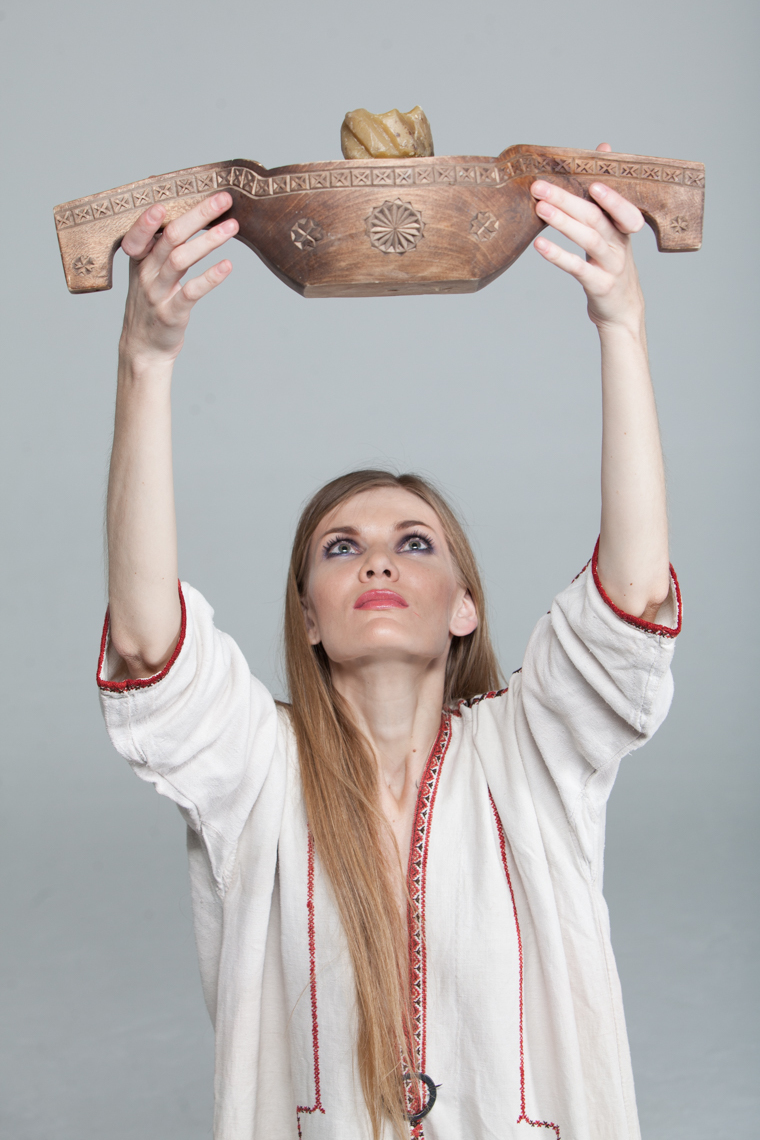
Вокалістка гурту OYME зі штатолом у руках.

Штатол символізує життя, шанування пращурів та плинність часу. Дерев'яна посудина, у якій встановлюється свіча, має назву яндава (ерз. jandava). Яндава виготовлялась із цільних пнів липи і за формою мали нагадувати качку. Штатол і яндава широко використовуються під час Раськень Озкс, Вєлєнь Озкс та інших ерзянських молінь.
До Жовтневого перевороту жодне ерзянське свято чи поминки не відбувались без штатолу. Ерзянський просвітитель професор Макар Євсев'єв зазначав, що штатол є одним з найдавніших культових символів не лише серед ерзян, але й загалом серед фіно-угорських народів, що символізує взаємозв'язок членів роду, родову спільність і солідарність. Штатол, описує Євсев'єв, мав три з половиною вершки в довжину, в поперечині півтора вершки і важила біля фунта. Посередині свіча перев'язувалась білим рушником із прикрашеними кінчиками. Родовий штатол співвідносився із деревом життя та і був пов'язаний із образом "Світового дерева", що простежується в особливому способі його зберігання. Під час використання в обрядах штатол закріплявся на кривій липовій палиці, що мала кору. Кора в обряді символізувала дерево, а віск — його сік, що падав з листя. Крім родових у моліннях використовувались і громадські штатоли. Прикладом родового штатолу є велика свіча, що використовується під час Раськень Озкс. Під час підготовки до моління особлива увага присвячується виготовленню громадського штатолу. Ерзя вважають, що це громадська справа, відтак на лиття гігантського штатолу (часом до 4 метрів заввишки) оголошується спеціальна збірка — кожен охочий може пожертвувати або віск, або кошти на його придбання. Гніт для громадського штатолу виготовлявся з лляних ниток, що жертвували від кожного двору. За їх кількістю визначали скільки дворів у поселенні. Поширеним було вірування, що чим більший штатол — тим міцніший і потужніший рід.
Групи споріднених сімей мали свої штатоли — братські. Для їх виготовлення віск приносили всі члени споріднених сімей. Після кожного моління штатоли доповнювались такою ж кількістю воску, що й згорало, відтак вони ніколи не зменшувались у розмірі. В народі їх вважали "вічними".
За повір'ями, родові штатоли існують з дня сотворення світу, або з моменту приходу у світ Христа. Часто появу штатолу пов'язують з ім'ям Тюшті.

## Штатол у назвах та емблемах
- Штатол і яндава є емблемою газети "Ерзянь Мастор".[6]
- Всеросійський фестиваль національних театрів носить назву «Штатол».[7]
- Фіно-угорський етногурт OYME у 2016 році випустив музичний альбом «Штатол», де був представлений матеріал, зібраний в етнографічних експедиціях.[8] За рік до того, у 2015, OYME презентував зібраний етнографічний матеріал на виставці під назвою «Штатол».[9]
- У Республіці Башкортостан ерзянський підприємець зареєстрував фірму «Штатол», що спеціалізується на видобутку промислових газів.[10]